# Michael Landau
Michael Landau (nacido el 1 de junio de 1958) es un músico estadounidense, ingeniero de audio y productor discográfico. Es un músico de sesión y guitarrista que ha tocado en muchos álbumes desde principios de la década de 1980 con Boz Scaggs, Minoru Niihara, Joni Mitchell, Rod Stewart, Seal, Michael Jackson, James Taylor, Helen Watson, Richard Marx, Steve Perry, Pink Floyd, Phil Collins en Two Hearts y Loco in Acapulco, Roger Daltrey, Stevie Nicks, Eros Ramazzotti, Glenn Frey, y Miles Davis. Landau, junto con otros compañeros guitarristas de sesión Dean Parks, Steve Lukather, Michael Thompson y Dann Huff, tocaron en muchos de los principales lanzamientos de sellos grabados en Los Ángeles entre los años 80 y 90. Ha lanzado música con varios sellos discográficos, incluidos Ulftone Music y Tone Center Records, miembro del Shrapnel Label Group.
Además de su trabajo en la sesión, Landau ha dirigido varias bandas, incluidas Raging Honkies y Burning Water. A principios de la década de 1980, también estuvo en la banda Maxus with Robbie Buchanan, Mark Leonard, Jay Gruska, and Doane Perry.

## Primeros años
A los 19 años, se unió a Boz Scaggs para una gira mundial y, a los 20 años, comenzó a trabajar en sesiones por recomendación del amigo de mucho tiempo, Steve Lukather.

## Influencias
Landau citó como influencias a The Beatles, Jimi Hendrix, Led Zeppelin, Cream, The Band, Weather Report, Pat Martino y Jaco Pastorius.